# Oh No, They're Recording This Show
Oh No, They're Recording This Show je sólové koncertní album Maureen Tucker, vydané v roce 1992. Album bylo nahráno v Rennes ve Francii a podílel se na něm i její dřívější spoluhráč ze skupiny The Velvet Underground Sterling Morrison.

## Seznam skladeb
| Pořadí | Název                | Délka |
| ------ | -------------------- | ----- |
| 1.     | Spam Again           | —     |
| 2.     | Hey, Mersh!          | —     |
| 3.     | Stayin' Put          | —     |
| 4.     | That's B.A.D.        | —     |
| 5.     | Goodnight Irene      | —     |
| 6.     | Too Shy              | —     |
| 7.     | Talk So Mean         | —     |
| 8.     | Lazy                 | —     |
| 9.     | Baby, Honey, Sweetie | —     |
| 10.    | S.O.S.               | —     |
| 11.    | Fired Up             | —     |
| 12.    | Too Shy              | —     |
| 13.    | Bo Diddley           | —     |

## Sestava
- Maureen Tucker
- Sonny Vincent
- Sterling Morrison
- Daniel Hutchens
- John Sluggett